# Tecnología nanoLED

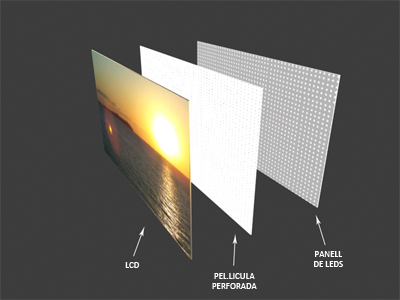
LCDpet

La tecnología NanoLED es una técnica dentro del mundo de la nanotecnología que se basa en el uso de paneles formados por nanoLEDs. Las pantallas creadas por esta tecnología se forman a partir de una película de puntos diminutos, del orden de nanómetros, que se retroiluminan mediante una pantalla de ledes, todo esto situado detrás de la panel LCD, que acabarán formando las nuevas pantallas. Gracias a este sistema se ha podido avanzar en la tecnología utilizada para crear dispositivos como televisores y llegar a conseguir que puedan tener un ancho de, tan solo, nueve milímetros.

## Historia
La tecnología NanoLED procede de la constante lucha por mejorar la tecnología de las pantallas que se utilizan para fabricar mejores televisores, más eficientes y elegantes. Las grandes compañías dentro del sector de los electrodomésticos, que también fabriquen televisores, han evolucionado durante toda la historia de la televisión para crear pantallas más atractivas para los consumidores y superar a los de la competencia.

### Evolución de las pantallas

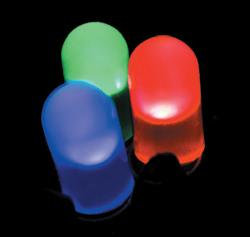
Ejemplo de LEDs RGB

La evolución de la tecnología utilizada en los televisores hasta llegar a la tecnología nanoLED procede de cuando se quiso empezar a mejorar el televisor de tubo de rayos catódicos porque se observó que se podía conseguir televisores más rentables y menos voluminosos.
Esta situación generó una carrera dentro del avance de las pantallas de los televisores para conseguir la mejor, frente a las de lacompetencia. Se empezó por el ya nombrado tubo de rayos catódicos, que originó una gran evolución hacia las pantallas de proyección y que permitieron pantallas de hasta a 100 pulgadas. Pero estas no eran aptas para la televisión doméstica por la baja respuesta sobre la luz de día lo que, a su vez, las llevó a evolucionar hacía pantallas para el cine.
El siguiente paso fue la creación de las pantallas de plasma. Estas pantallas utilizan la tecnología del cristal líquido, que permite llegar a una resolución máxima de 1920 por 1080 píxeles. Se consiguió que los televisores pasáran a tener un ancho de unos dos cm lo que provocó que cambiara el concepto de televisión ya que con estas pantallas los consumidores podían colgar el televisor en la pared, como si de un cuadro se tratara. Alguno de estos modelos de pantalla de plasma se empezó a utilizar para pantallas de ordenadores.
Después del televisor de plasma aparecieron las pantallas de LEDs, que son el antecedente a la tecnología nanoLED. Estas pantallas se basan en el uso de módulos de LEDs compuestos por diferentes tipos de ellos RGB (colores primarios). Existen pantallas de un solo color, bicolor, tricolor y multicolor. Con esta disposición, cada conjunto de ledes forman los píxeles que darán forma a las imágenes.

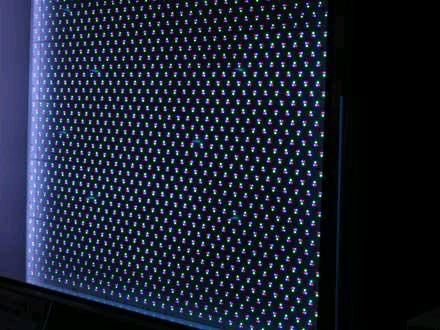
Unidad de retroiluminación LED

## Funcionamiento
Las pantallas basadas en la tecnología nanoLED utilizan la retroiluminación mediante nanoLEDs, es decir, distribuyen la luz que proporciona el panel de ledes a través de una película con agujeros diminutos, que no superan el orden del nanómetro, y que ayudan a distribuir la luz por las zonas de interés en la pantalla. De esta manera se consigue controlar mejor las zonas que cada led ilumina; esto hace que los tonos negros se puedan definir mucho mejor y por tanto, obtener mucha más calidad de la imagen resultante.

### Mejora
Aparte de la evidente mejora respecto las pantallas convencionales de ledes, la tecnología nanoLED ha permitido mejorar otros aspectos de los televisores como, por ejemplo, en el caso de la empresa LG ya que uno de sus modelos mejora su tasa de refresco a 400 Hz gracias a los nanoLEDs con lo que se observarán movimientos más suaves. Con esta tecnología también se mejora el rendimiento energético pues con los nanoLEDs el 70 % de la energía requerida se convierte en luz y tan solo se pierde un 20 %.